# Ruud Heus
Ruud Heus (Nacido el 24 de febrero de 1961 en Hoorn, Holanda) es un exfutbolista profesional neerlandés que jugó como lateral zurdo.

## Carrera
El 23 de abril de 1983, Heus hizo su debut en la Eredivisie con el AZ'67, en un empate a 3–3 en casa contra el NAC Breda. Tras cuatro años firmó por el Feyenoord, en los que se convirtió en una pieza importante para el equipo de Róterdam al que le brindaría la gran mayoría de su carrera, jugando una década en el club.
En su mejor temporada, 1993–94, Heus marco cuatro goles en 29 partidos, y el equipo acabó segundo, por detrás del AFC Ajax y ganó la Copa. Con 35 años volvió a su primer equipo para jugar una campaña final en su carrera, en la que jugó en prácticamente la mitad de los partidos.

## Títulos
Feyenoord
- Eredivisie: 1992–93
- Copa KNVB: 1990–91, 1991–92, 1993–94, 1994–95
- Supercopa Johan Cruijff: 1991